# Mojahed Naïm
Naïm Mojahed, né le 28 avril 2000, est un ju-jitsuka belge. Six fois champion de Belgique, champion du monde U18, vice-champion du monde U21. Grâce à sa double nationalité le Belgo-Marocain remporte le championnat d'Afrique 2019 dans la catégorie -69 kg.

## Biographie
Naïm Mojahed naît le 28 avril 2000. Il commence le ju-jitsu en 2008.
En 2016, il remporte la médaille de bronze au championnat d'Europe de ju-jitsu U18 en Allemagne. En 2017, il remporte une médaille d'or lors des championnats du monde de ju-jitsu U18 à Abou Dabi, son premier titre mondial,,.
En 2019, il remporte la médaille d'argent lors des championnats du monde U21 à Abou Dabi,. 
En 2022, il devient vice-champion D'Europe  IBJJF dans la catégorie ceinture violette -76 kg à Rome en Italie,. Il devient le premier Belge à atteindre cette marche du podium dans sa catégorie. Il remporte dans la même année son 6ᵉ titre de champion de Belgique,. Dans la même année, Naïm remporte la médaille d’argent au championnat d’Europe des nations JJIF dans la catégorie senior -69kg.

## Vie privée
En parallèle de sa carrière sportive, Mojahed Naïm suit des études d'éducation physique et est enseignant de Jiu-jitsu brésilien.